# Walking in the Air: The Greatest Ballads
Walking in the Air: The Greatest Ballads – siódma kompilacja fińskiego zespołu Nightwish wykonującego metal symfoniczny. Został wydany 27 maja 2011. Zawiera utwory z czterech pierwszych albumów studyjnych zespołu.

## Lista utworów
Sporządzono na podstawie materiału źródłowego:
1. „Walking in the Air” – 5:28
2. „Angels Fall First” – 5:34
3. „Sleepwalker” – 3:04
4. „Sleeping Sun” – 4:01
5. „Dead Boy's Poem” – 6:47
6. „Deep Silent Complete” – 3:57
7. „Feel For You” – 3:54
8. „The Phantom of the Opera” – 4:09
9. „Ocean Soul” – 4:14
10. „Lagoon” – 3:46
11. „Swanheart” – 4:44
12. „Two For Tragedy” – 3:51
13. „A Return to the Sea” – 5:46
14. „Away” – 4:32
15. „Forever Yours” – 3:51

## Skład
- Tarja Turunen – wokal prowadzący
- Tuomas Holopainen – instrumenty klawiszowe
- Emppu Vuorinen – gitara prowadząca, gitara akustyczna i gitara basowa (w utworach 2 i 13)
- Sami Vänskä – gitara basowa (w utworach 1, 2, 3, 4, 5, 6, 11, 12, 13)
- Jukka Nevalainen – perkusja i instrumenty perkusyjne
- Marco Hietala – gitara basowa (w utworach 7, 8, 9, 10, 14, 15), śpiew (w utworze 8)